# Prionotus horrens
Prionotus horrens és una espècie de peix pertanyent a la família dels tríglids.

## Descripció
- Fa 35 cm de llargària màxima.[4][5]

## Hàbitat
És un peix marí, demersal i de clima tropical (24°N-4°S).

## Distribució geogràfica
Es troba al Pacífic oriental: des de Mazatlán (Mèxic) fins al Perú.

## Observacions
És inofensiu per als humans.